# Per Teodor Cleve

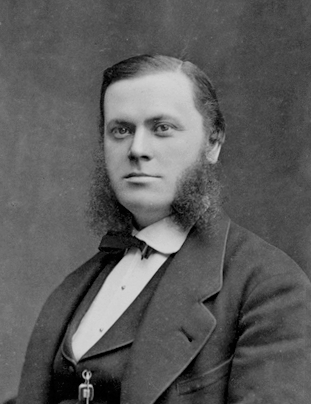
Per Teodor Cleve, c. 1880–1890

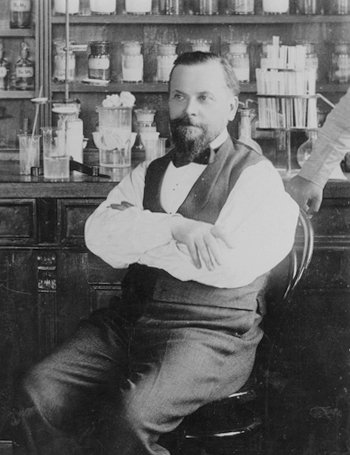
Per Teodor Cleve, c. 1900

Per Teodor Cleve (* 10. Februar 1840 in Stockholm; † 18. Juni 1905 in Uppsala) war ein schwedischer Naturforscher und Professor für Chemie.

## Leben und Werk
Nach der Erlangung der Hochschulreife 1858 begann Cleve an der Universität Uppsala ein Studium der Mineralogie. Er promovierte dort 1863 und wurde zum Dozent für Chemie und Agrikulturchemie ernannt. In den Jahren 1866/67 unternahm Cleve eine Reise durch England, Frankreich, Italien und die Schweiz, um chemische und geologische Studien durchzuführen. Ein Stipendium (Letterstedtsk stipendiat) der Königlich Schwedischen Akademie der Wissenschaften ermöglichte ihm 1867 zunächst eine Reise nach Europa. Nach Frankreich und Deutschland bereiste Cleve schließlich auch das Gebiet um die Großen Seen in Nordamerika. Von New York aus reiste er in die Karibik und untersuchte dort die geologischen Formationen der nordöstlichen Antillen. Nach seiner Rückkehr nach Schweden wurde er 1870 zum Professor für Chemie an das Teknologiska Institutet sowie 1874 an die Universität Uppsala berufen.
Im Jahr 1879 entdeckte Cleve die Seltenen Erden Holmium und Thulium. Er erkannte auch, dass das bis dahin für ein Element gehaltene Didym eine Mischung sein musste, die Bestandteile wurden später als die Elemente Neodym und Praseodym identifiziert.
Von der Royal Society wurde Cleve 1894 mit der Davy-Medaille geehrt und auch die uranhaltige Mineralvarietät Cleveit (Uraninit, das die Seltenen Erden Y, Er und/oder Ce enthält) wurde nach ihm benannt.

## Werke
- Om stenkol, deras uppkomst, utbredning och betydelse 1872
- Om korallerna och de kalkstensbildande organismernas betydelse i naturen 1873
- Lärobok i kemi 1872–75
- Kort lärobok i oorganisk och organisk kemi för begynnare 1874
- Qvalitativ kemisk analys 1885
- Lärobok i kemiens grunder 1886
- Lärobok i organisk kemi 1888